# Ball de Nans de Vilanova i la Geltrú
El Ball de Nans de Vilanova són un grup de 18 capgrossos de Vilanova i la Geltrú estrenats el 1949. Cadascun d'ells compta amb un vestuari propi del personatge que representa, sempre fent parella, i són dirigits tots ells pels dos "Macers" o capitans que dirigeixen el ball tot i acompanyats per un grup de grallers.
Els Nans són un dels entremesos de més recent creació en relació amb la resta d'entremesos i bestiari popular i tradicional. La seva història està estretament lligada a la dels Gegants, per la seva funció primigènia d'obrir-los pas en les cercaviles en què participaven. Els Nans fan aquesta funció d'afilerar el públic mercès a unes petites maces acabades amb un saquet ple de sorra. Sobre els seus orígens, s'especula amb la relació entre els símbol d'autoritat i poder que representen els Gegants, i la representació del poble, caricaturitzat mitjançant les figures dels Nans.

## Història
Els primers Nans documentats a Vilanova i la Geltrú daten de mitjans del segle xix, quan l'indiano Pau Soler va pagar i regalar a la parròquia de la Geltrú vuit capgrossos. Aquests capgrossos feren sortides a poblacions veïnes com Vilafranca del Penedès i l'Arboç i es van anar degradant amb els anys. Posteriorment, el 1941, Salvador Juncosa va adquirir, conjuntament amb una parella de gegants, quatre nans molt semblants als que aleshores tenien al Vendrell. El 1948 la comissió progegants, lligada al Fomento del Trabajo, va obtenir un excedent econòmic de la campanya de restitució dels gegant i va optar per crear un nou entremès que donés més vistositat als Gegants que acabaven de recuperar. Es van adquirir divuit figures: quinze a l'escultor vilafranquí Lambert Escaler i Milà i tres a la casa El Ingenio que farien la primera sortida per la Festa Major de les Neus de 1949 amb uns vestits provisionals. L'any següent, el 1950, la modista Mercè Morell confeccionà el vestuari amb roba comprada a Can Pujol. Aquells primers anys els Nans de Vilanova ballaven al so del Balls de Nans d'Olot. A partir de 1962 el ball deixà de sortir per la degradació patida i no fou fins a 1981 quan es recuperà, amb una nova coreografia. Amb motiu del cinquantè aniversari del naixement del Ball de Nans es va editar un conte amb dibuixos de Glòria Fort.

## Noms
Els Nans de Vilanova i la Geltrú no són anònims, si bé han anat canviant de nom. Pel que fa a l'aspecte extern tenim el macer vell i el macer jove, la gitana, el manyo, la cubana, l'indiano, la catalana, la Remei, el botiguer, la Mary Poppins, el Gepetto, el nen i la nena... Alguns, com la gitana, amb el pas del temps han canviat de nom. També, abans es deia la Mei, i la Remei va passar a ser una altra. Cecília i Cecíliu són els noms que en certes èpoques han rebut la gitana i el manyo, i l'indiano s'havia dit marquès de Samà. El pagès va dir-se Agustí i el botiguer havia estat conegut amb el sobrenom de Gavaltres. El nen, per la seva semblança amb un membre de la societat L'Acord, s'havia dit Paco. Alguns, però, com el català i la catalana, no han canviat ni la seva fisonomia ni el seu nom. El Ball de Nans, com el seu nom indica, és un ball i, per tant, els uns sovint xoquen amb els altres, la qual cosa origina que es facin malbé, tot i que també acusen molt l'efecte del transport. A vegades, doncs, cal restaurar-los, pintar-los, fer-los vestits nous, etc. El 2001 se'ls afegí una parella de "Tothosaps", que va ser una donació del Diari de Vilanova.